# Megacopta
Megacopta es un género de insectos hemípteros de la familia Plataspidae.

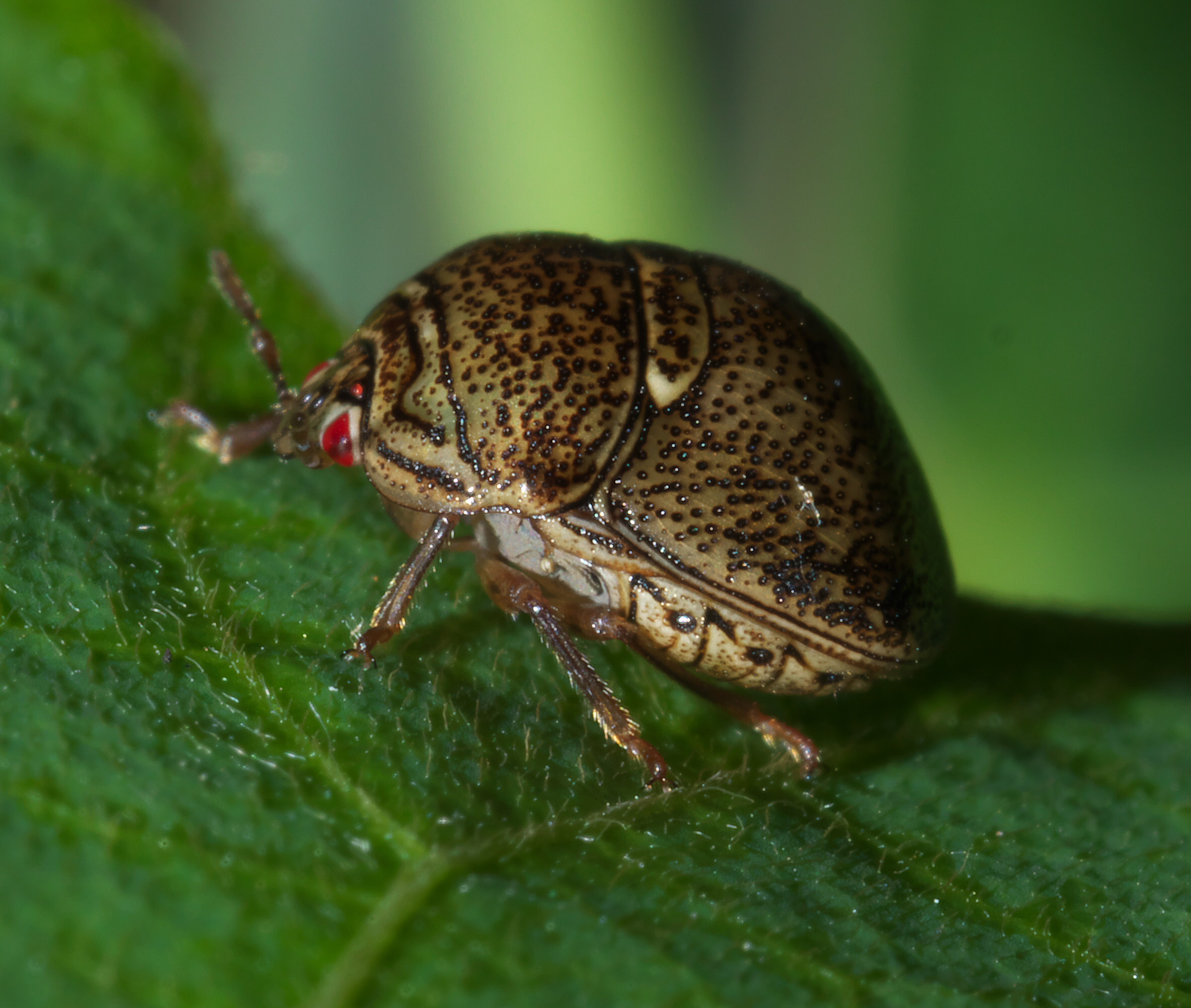
Megacopta cribraria

## Especies
- Megacopta bicolor Hsiao & Jen 1977
- Megacopta bituminata (Montandon 1897)
- Megacopta breviceps (Horváth 1879)
- Megacopta caliginosa (Montandon, 1893)
- Megacopta callosa (Yang, 1934)
- Megacopta centronubila (Yang, 1934)
- Megacopta centrosignata (Yang, 1934)
- Megacopta cribraria (Fabricius, 1798)
- Megacopta cribriella Hsiao & Jen, 1977
- Megacopta cycloceps Hsiao & Jen, 1977
- Megacopta dinghushana Chen, 1989
- Megacopta distanti (Montandon, 1893)
- Megacopta fimbriata (Distant, 1887)
- Megacopta fimbrilla Li, 1981
- Megacopta horvathi (Montandon, 1894)
- Megacopta hui (Yang, 1934)
- Megacopta laeviventris Hsiao & Jen, 1977
- Megacopta liniola Hsiao & Jen, 1977
- Megacopta lobata (Walker, 1867)
- Megacopta longruiana Ren, 2000
- Megacopta punctatissima (Montandon, 1894)[1]
- Megacopta rotunda Hsiao & Jen, 1977
- Megacopta subsolitaris (Yang, 1934)
- Megacopta tubercula Hsiao & Jen, 1977
- Megacopta verrucosa (Montandon, 1897)
- Megacopta w-nigrum (Varshney, 1965)

## Simbiontes
Los miembros del género Megacopta necesitan simbiontes bacterianos para digerir las plantas de soja. La especie mejor conocida es Megacopta cribraria que se alimenta de legumbre; es originaria de China, ha sido accidentalmente introducida en Norteamérica donde se ha convertido en una plaga invasora. Se aimenta de kudzu y otras fabáceas.